# Saori (音楽家)
Saori（さおり、1986年〈昭和61年〉8月13日 - ）は、日本のミュージシャン、小説家。本名は池田 彩織（いけだ さおり）。旧姓は藤崎（ふじさき）。小説家として活動する際は旧姓名義を使用する。4人組ロックバンド・SEKAI NO OWARIのメンバー。大阪府吹田市生まれ、東京都大田区出身。
夫は俳優の池田大。

## 人物
作詞、作曲ともに手がける。サウンドレコーディングの際はディレクターを務め進行を指揮し、ライヴでは総合演出を務める。
5歳の時にクラシックピアノを始め、大田区立東調布第三小学校、大田区立大森第七中学校を経て東京都立芸術高等学校音楽科・洗足学園音楽大学ピアノ科を卒業。音楽科の教員免許も取得しており、ピアノ講師としても4年間のバイト経験がある。
FukaseとNakajinは小学校、中学校の先輩である。Fukaseとは幼稚園も同じ。また中学校時代の同級生にはプロボクサーの田口良一（WBA世界ライトフライ級王者）がいる。メンバーの中では唯一ブログを書いていたが、2015年7月14日以降更新されていない。
2017年1月12日、俳優の池田大との結婚を発表。同年8月18日第一子妊娠を公式Webサイトで発表し、年末に第一子（男児）が誕生したことを発表。
2017年10月、初の小説『ふたご』（文藝春秋）を刊行（藤崎彩織名義）。同作で第158回直木三十五賞候補に挙がったが、受賞は逃した。その後、2018年6月17日に『ふたご』はTBSラジオでラジオドラマ化された（西山夏子役に広瀬アリス、月島悠介役に千葉雄大）。
2018年12月15日、文藝春秋からエッセイ『読書間奏文』を刊行（藤崎彩織名義）。2021年8月3日、水鈴社からエッセイ『ねじねじ録』を刊行（藤崎彩織名義）。
2023年4月27日、水鈴社からエッセイ『ざくろちゃん、はじめまして』を刊行（藤崎彩織名義）。
2024年10月25日、第二子を妊娠したことを自身のSNS（X、Instagram）にて発表。12月28日、男児が誕生していることを自身のInstagramにて発表した。

## 来歴
1986年
- 8月13日 - 大阪府吹田市に生まれる。

2007年
- SEKAI NO OWARIを結成。

2017年
- 1月12日 - 俳優の池田大との結婚を発表[19]。
- 8月18日 - 第一子の妊娠を公式サイトで発表[20]。
- 10月28日 - 自身初の小説『ふたご』を文藝春秋より刊行[21]。
- 12月20日 - 第158回直木三十五賞候補にノミネートされたが[22]、受賞は逃した[23]。

2018年
- 1月4日 - 昨年の年末に、第一子を出産したことを発表した[24]。発表当時、性別は公開されていなかったが現在は男児であると公開されている。
- 6月17日 - 『ふたご』がTBSラジオでラジオドラマ化された。西山夏子役は広瀬アリスが、月島悠介役は千葉雄大が担当した[25]。
- 12月15日 - エッセイ『読書間奏文』を文藝春秋より刊行[26]。

2021年
- 8月3日 - エッセイ『ねじねじ録』を水鈴社より刊行[27]。

2023年
- 4月27日 - エッセイ『ざくろちゃん、はじめまして』を水鈴社より刊行[28]。

2024年
- 10月25日 - 第二子の妊娠を自身のSNS（X、Instagram）で発表[29]。
- 12月28日 - 第二子となる男児を出産したことを発表[17]。出産日は公表されていない。

## 使用機材
ピアノ
- Roland・FP-4
- Roland・RG-3
- Roland・RD-700NX

「ピエロ」のレコーディングで使用された。
- ベーゼンドルファー・モデル290

「スノーマジックファンタジー」のレコーディングで使用された。
- Clavia・NordStage88

ミキサー
- YAMAHA・01V96i

その他
- TOMBO・T-18

「Dragon Night」のレコーディングで使用されたアコーディオン。
- SUZUKI・蘭

「ムーンライトステーション」のレコーディングで使用された大正琴。

## 提供楽曲
- 関ジャニ∞
  - 涙の答え（2013年）
- いないいないばあっ！
  - 夜のたんけんたい（2021年）
  - きらきらタッチ（2024年）

## 出演

### ラジオ
- JUMP UP MELODIES（2017年11月17日、TOKYO FM）[30]
- Dream HEART vol.246（2017年12月16日、TOKYO FM）[31]
- AWESOME RADIO SHOW（2018年12月28日、TOKYO FM）[32]
- INNOVATION WORLD ERA（2020年11月29日、J-WAVE）[33]
- 山崎怜奈の誰かに話したかったこと。（2021年10月25日、TOKYO FM）[34]
- TOKYO SPEAKEASY（2022年6月23日、TOKYO FM）[35]
- Diamond head ETHICAL WAVE（2023年4月29日、J-WAVE）[36]
- 山崎怜奈の誰かに話したかったこと。（2023年8月28日、TOKYO FM）[37]

## 書籍

### 小説
- ふたご（2017年、文藝春秋）

### エッセイ
- 読書間奏文（2018年、文藝春秋）
- ねじねじ録（2021年、水鈴社）
- ざくろちゃん、はじめまして（2023年、水鈴舎）

### 連載
- 読書間奏文（2017年 - 2018年、文藝春秋)
- プロムナード（2019年、日経新聞）
- ねじねじ録（2021年 - 、文藝春秋）

### 参加作品
- RPGノート（2022年、集英社  収録:『モノガタリは終わらない』）